# FIFA-Weltfußballer des Jahres 1991

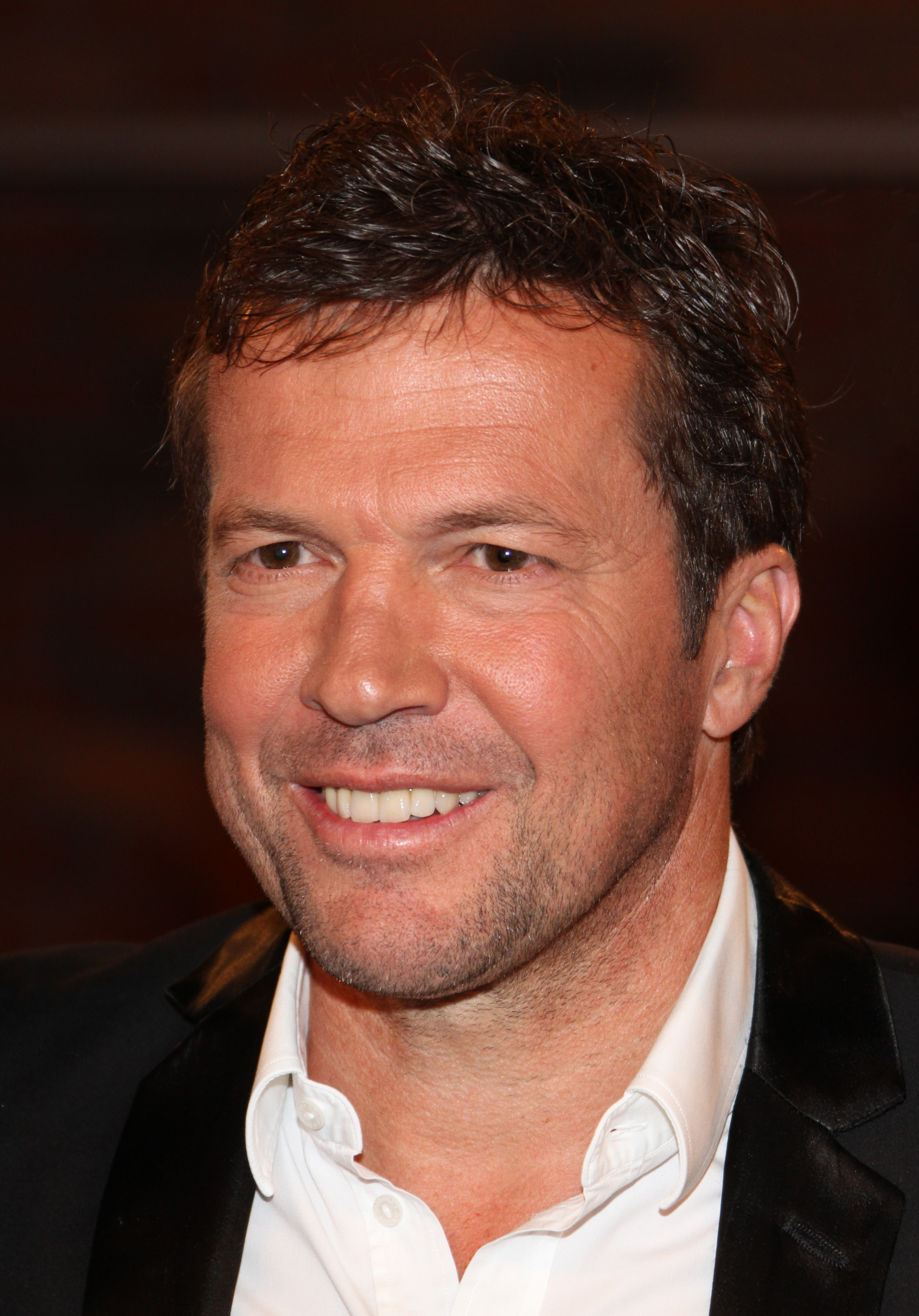
FIFA-Weltfußballer des Jahres 1991
Lothar Matthäus

Der FIFA-Weltfußballer des Jahres 1991 (damals noch FIFA World Player) wurde am 8. Dezember 1991 im Rahmen der Auslosung der Qualifikationsgruppen zur Fußball-WM 1994 in New York City gekürt. Es war die erste Vergabe der vom Fußballweltverband FIFA neu eingeführten Auszeichnung „FIFA-Weltfußballer des Jahres“. Gewinner der Auszeichnung war der Deutsche und Vorjahres-Weltmeister Lothar Matthäus.

## Abstimmungsmodus
Der Gewinner wurde durch eine Abstimmung unter 66 Nationaltrainern der Welt ermittelt. Diese nannten jeweils die drei ihrer Meinung nach besten Fußballer, wobei keiner der drei aus ihrem eigenen Land stammen durfte. Eine Nennung an Platz eins brachte fünf Punkte, ein zweiter Platz drei Punkte, der dritte Platz einen Punkt. Danach wurden die Punkte addiert.

## Ergebnis (Top 10)
- Platzierung: die Platzierung, die ein Spieler erzielt hat.
- Name: Name des ausgezeichneten Spielers.
- Nationalität: Nationalität des ausgezeichneten Spielers.
- Verein: Verein, für den der Spieler in dem Kalenderjahr aktiv war. Wenn ein Spieler den Verein gewechselt hat, wird der abgebende Verein an erster Position genannt.
- Stimmen: die insgesamt erhaltenen Stimmen aller Länder.

| Platzierung | Name              | Nationalität | Verein                               | Stimmen |
| ----------- | ----------------- | ------------ | ------------------------------------ | ------- |
| 1.          | Lothar Matthäus   | Deutschland  | Inter Mailand                        | 128     |
| 2.          | Jean-Pierre Papin | Frankreich   | Olympique Marseille                  | 113     |
| 3.          | Gary Lineker      | England      | Tottenham Hotspur                    | 40      |
| 4.          | Robert Prosinečki | Jugoslawien  | FK Roter Stern Belgrad / Real Madrid | 38      |
| 5.          | Marco van Basten  | Niederlande  | AC Mailand                           | 23      |
| 6.          | Franco Baresi     | Italien      | AC Mailand                           | 12      |
| 7.          | Iván Zamorano     | Chile        | FC Sevilla                           | 10      |
| 8.          | Andreas Brehme    | Deutschland  | Inter Mailand                        | 9       |
| 9.          | Gianluca Vialli   | Italien      | Sampdoria Genua                      | 8       |
| 10.         | Enzo Scifo        | Belgien      | AJ Auxerre / FC Turin                | 7       |